# Musée Régional Peleforo Gbon Coulibaly
Le musée régional Péléféro Gbon Coulibaly est un musée situé en Côte d'Ivoire, à Korhogo, dans le District des Savanes.